# KV18
Le tombeau KV 18, situé dans la vallée des Rois, dans la nécropole thébaine sur la rive ouest du Nil face à Louxor en Égypte, a été utilisé comme sépulture pour Ramsès X de la XXe dynastie. On en sait très peu au sujet de ce tombeau et il n'a pas été correctement dégagé.